# Pałac na Szlaku w Krakowie
Pałac na Szlaku (również pałac Montelupich, pałac Tarnowskich) – pałac znajdujący się w Krakowie, w dzielnicy I Stare Miasto przy ul. Szlak 71, na Kleparzu.
Dawna siedziba Radia Kraków. Zabytkowy, jednopiętrowy, eklektyczny budynek z portykiem balkonowym zbudowany w 1878 według projektu Antoniego Łuszczkiewicza. Kolejnymi właścicielami pałacu byli m.in. jezuici, rodzina Badenich, rodzina Tarnowskich, księża salwatorianie i Wyższa Szkoła Europejska im. ks. Józefa Tischnera w Krakowie.

## Historia
Pierwsze zabudowania pałacowe w tym miejscu powstały w 1613 roku. Pałac pierwotnie został wybudowany i należał do Montelupich – kupieckiej rodziny pochodzenia włoskiego. Stworzyli oni w Polsce instytucję poczty i pełnili rolę poczmistrzów polskich przez ponad 100 lat. W pałacu bywali monarchowie polscy, często wybierając to miejsce jako ostatni postój przed wjazdem do miasta. Z Pałacu Montelupich wyruszały także królewskie kondukty pogrzebowe, dlatego był popularnie nazywany Kostnicą Królewską.
Kolejnymi właścicielami pałacu byli jezuici, po których pałac przejęła rodzina Badenich. Badeniowie posiadali pałac aż do połowy XIX wieku, kiedy to już mocno zniszczony pałac wszedł we własność rodziny Tarnowskich.
Podjęli oni decyzje o całkowitej przebudowie budynku, który został zaprojektowany przez Antoniego Łuszczkiewicza w 1878 – ta forma budynku zachowała się do dziś. W Pałacu w tym okresie mieszkał profesor Uniwersytetu Jagiellońskiego hr. Stanisław Kostka Tarnowski. Przed 1939 rokiem przeszedł w ręce Zgromadzenia Salwatorianów.  Podczas wojny zaadaptowany na siedzibę Hitlerjugend. Rodzina Tarnowskich przekazała miastu do użytku publicznego przypałacowy park, nazwany później Parkiem Jalu Kurka.
W okresie okupacji hitlerowskiej znajdował się tu sztab Hitlerjugend.
Po II wojnie światowej budynek został odebrany zgromadzeniu zakonnemu. W 1950 roku stał się on siedzibą Radia Kraków. Pełnił tę funkcję aż do 1998 roku, kiedy radio zostało przeniesione do nowo wybudowanej siedziby przy al. Słowackiego. Od tego czasu budynek stał pusty i niszczał.
Początkowo budynek wraz z parkiem w ramach prac komisji majątkowej chcieli odzyskać księża salwatorianie. Udało im się odzyskać park, jednak z prób odzyskania pałacu wycofali się, gdy potomkowie rodziny Tarnowskich rozpoczęli starania mające na celu podważenie decyzji wywłaszczeniowej. Park od salwatorian kupiło miasto za 10 milionów 987 tysięcy złotych. 1 stycznia 2023 został otwarty dla mieszkańców. 
W 2015 roku budynek kupiła Wyższa Szkoła Europejska im. ks. Józefa Tischnera w Krakowie.
Budynek został wpisany do rejestru zabytków województwa małopolskiego 9 października 1989.

## Uroczystości historyczne w pałacu
- 03.02.1633 – w pałacu nastąpił wjazd monarszy Władysława IV[1]
- 04.02.1633 – z pałacu wyruszył kondukt pogrzebowy Zygmunta III Wazy i Konstancji[1]
- 27.02.1633 – w pałacu nastąpił ingres Jana Alberta Wazy[1]
- 1644 – z pałacu wyruszył kondukt pogrzebowy Królowej Cecylii Renaty[1]
- 21.09.1647 – z pałacu wyruszył kondukt pogrzebowy królewicza Zygmunta Kazimierza[1]
- 27.10.1669 – w pałacu nastąpił wjazd monarszy Michała Korybuta Wiśniowieckiego[1]
- 30.01.1667 – w pałacu jezuici powitali wjeżdżającego do Krakowa Jana III Sobieskiego[1]
- 1733 – w pałacu elektor saski August odebrał dyplom elekcji na króla polskiego[1]

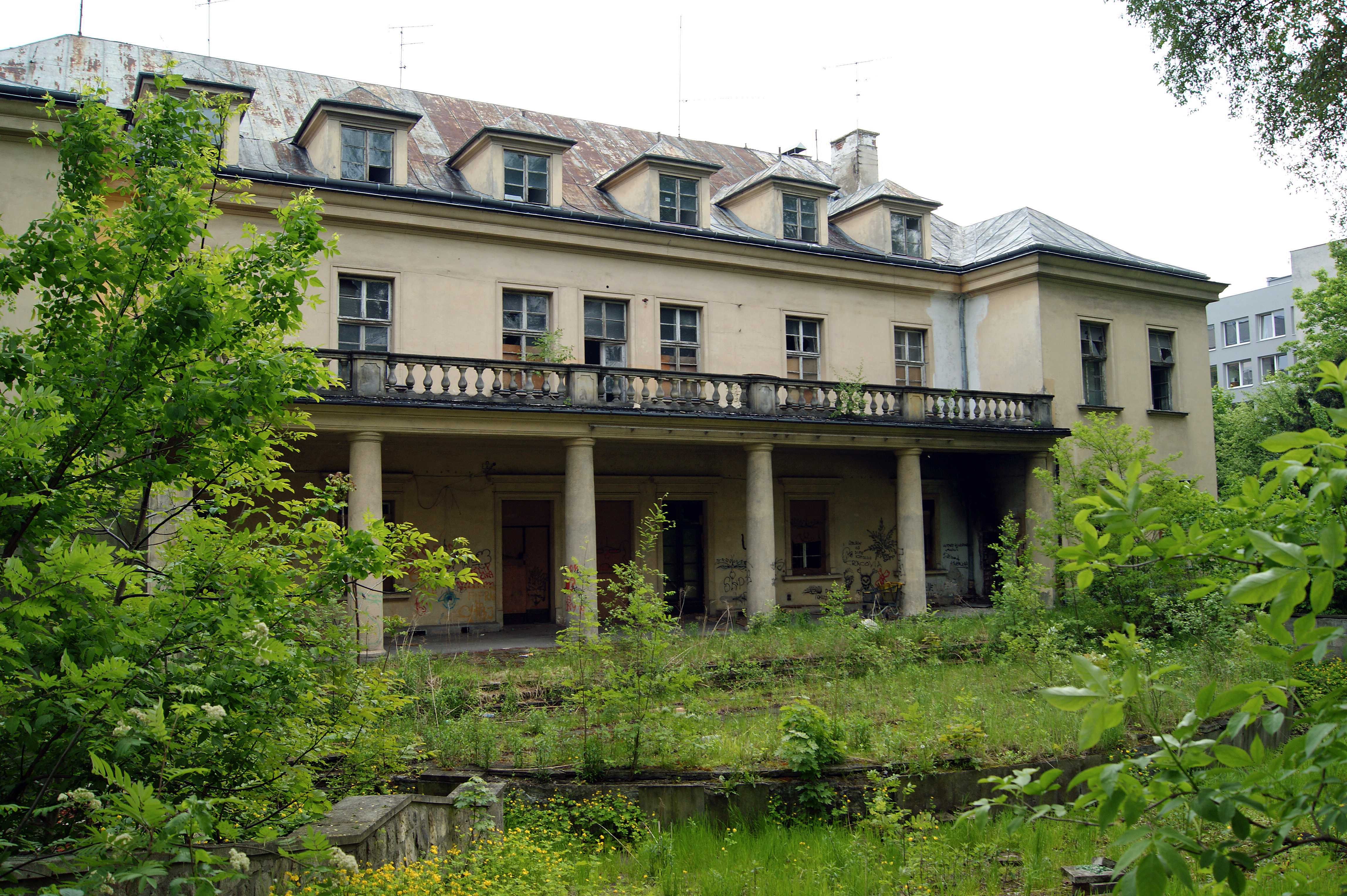
Widok pałacu z parku.
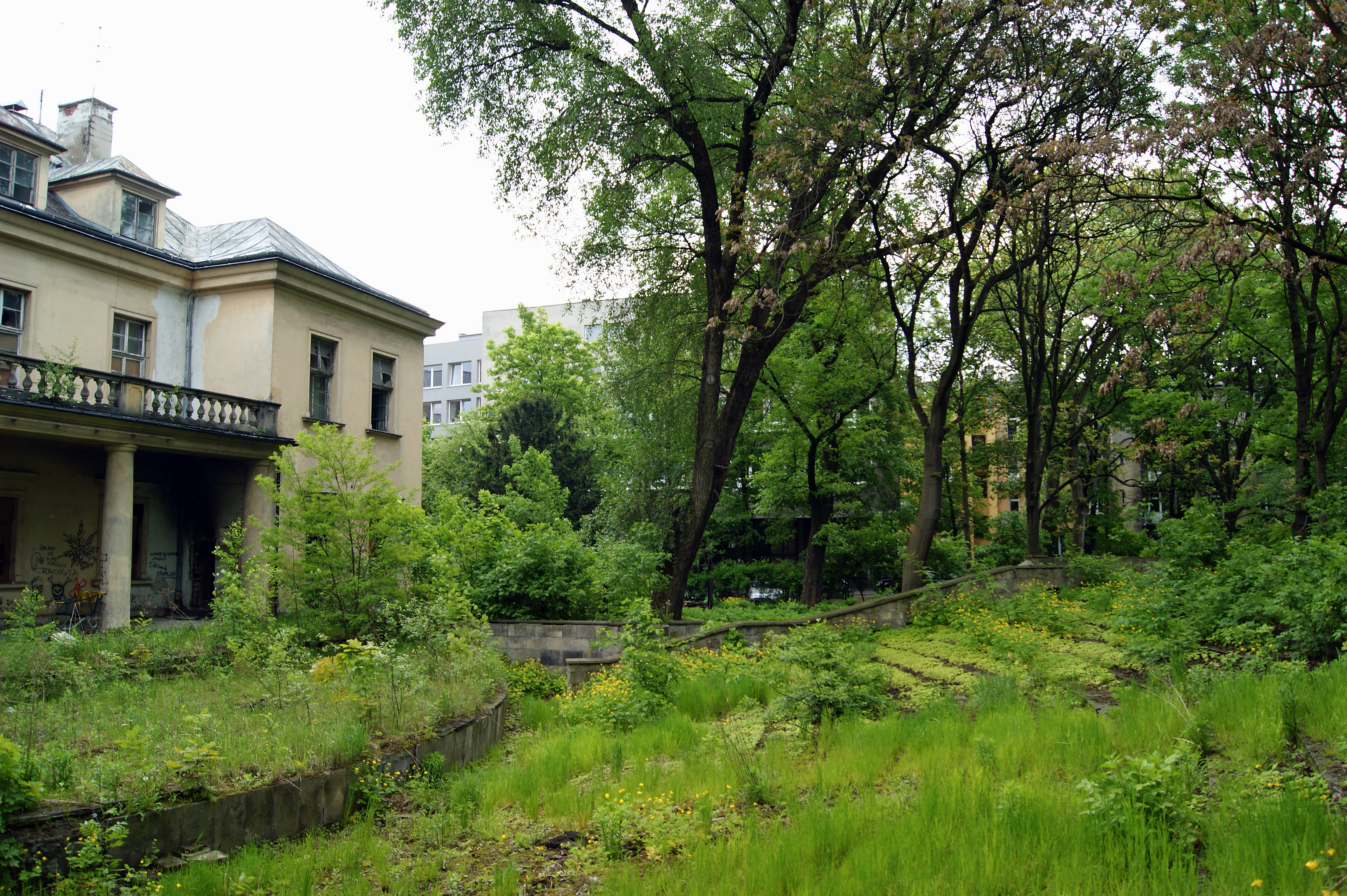
Pałac i amfiteatr.
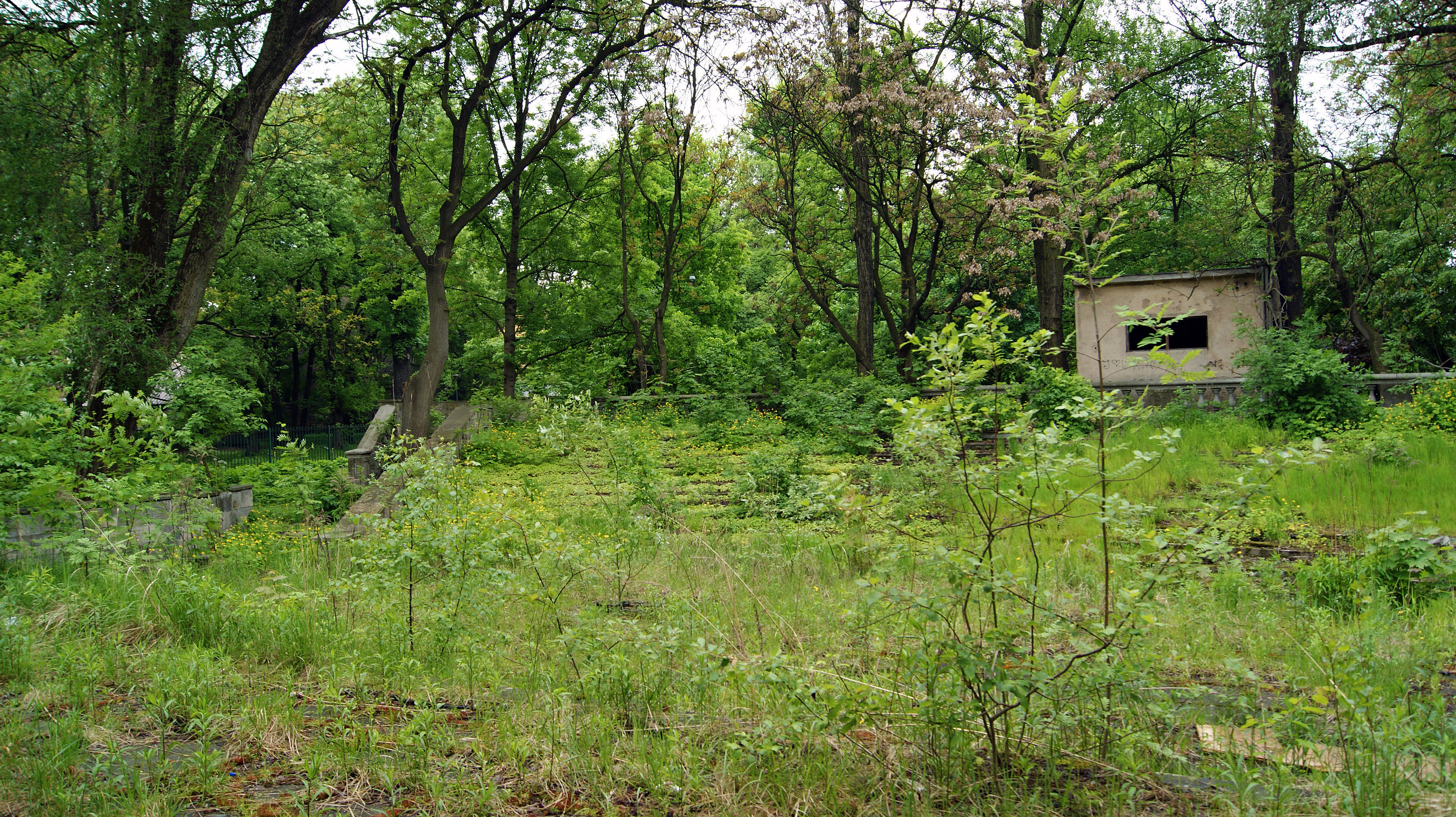
Amfiteatr i park.
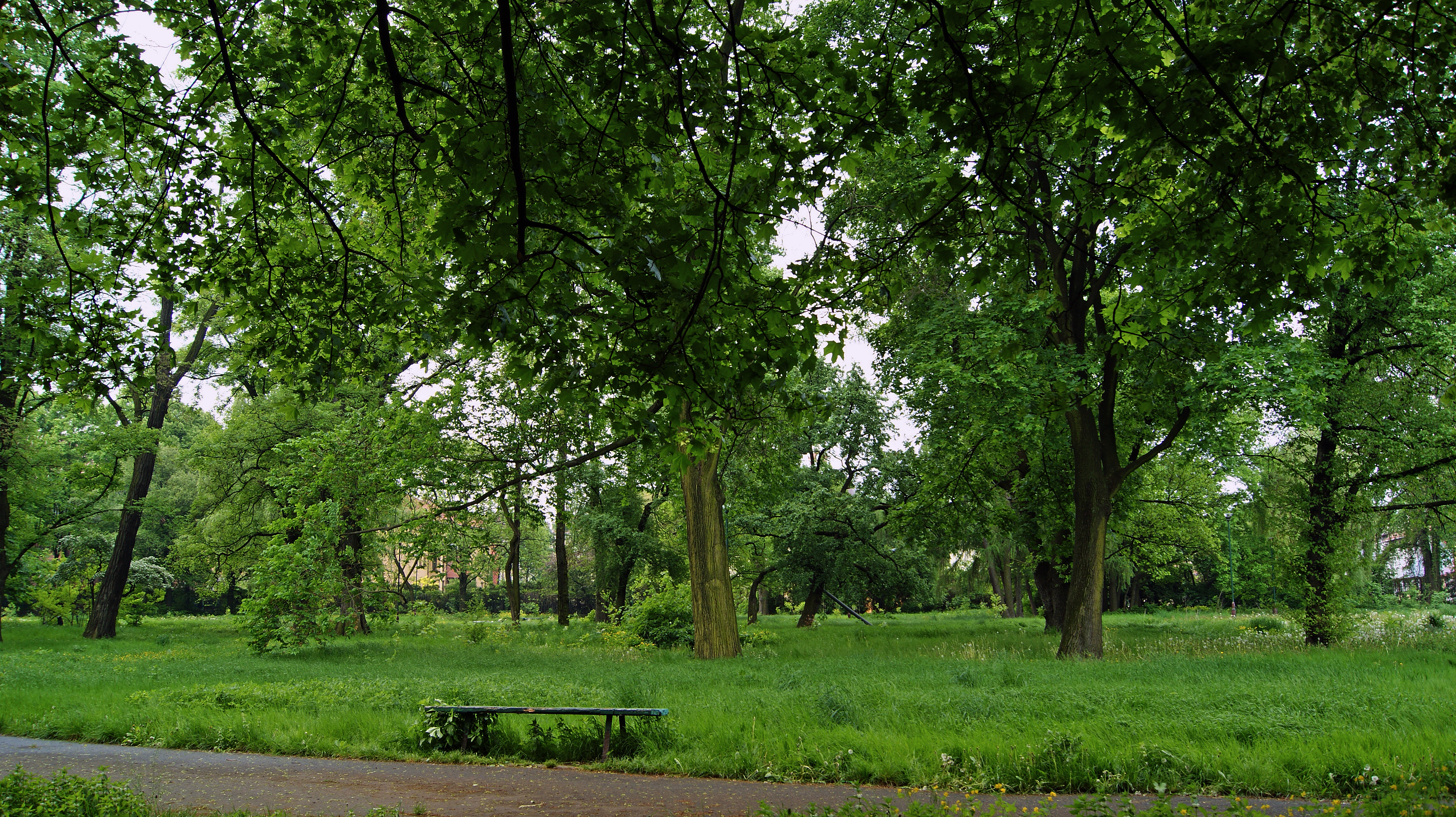
Park.
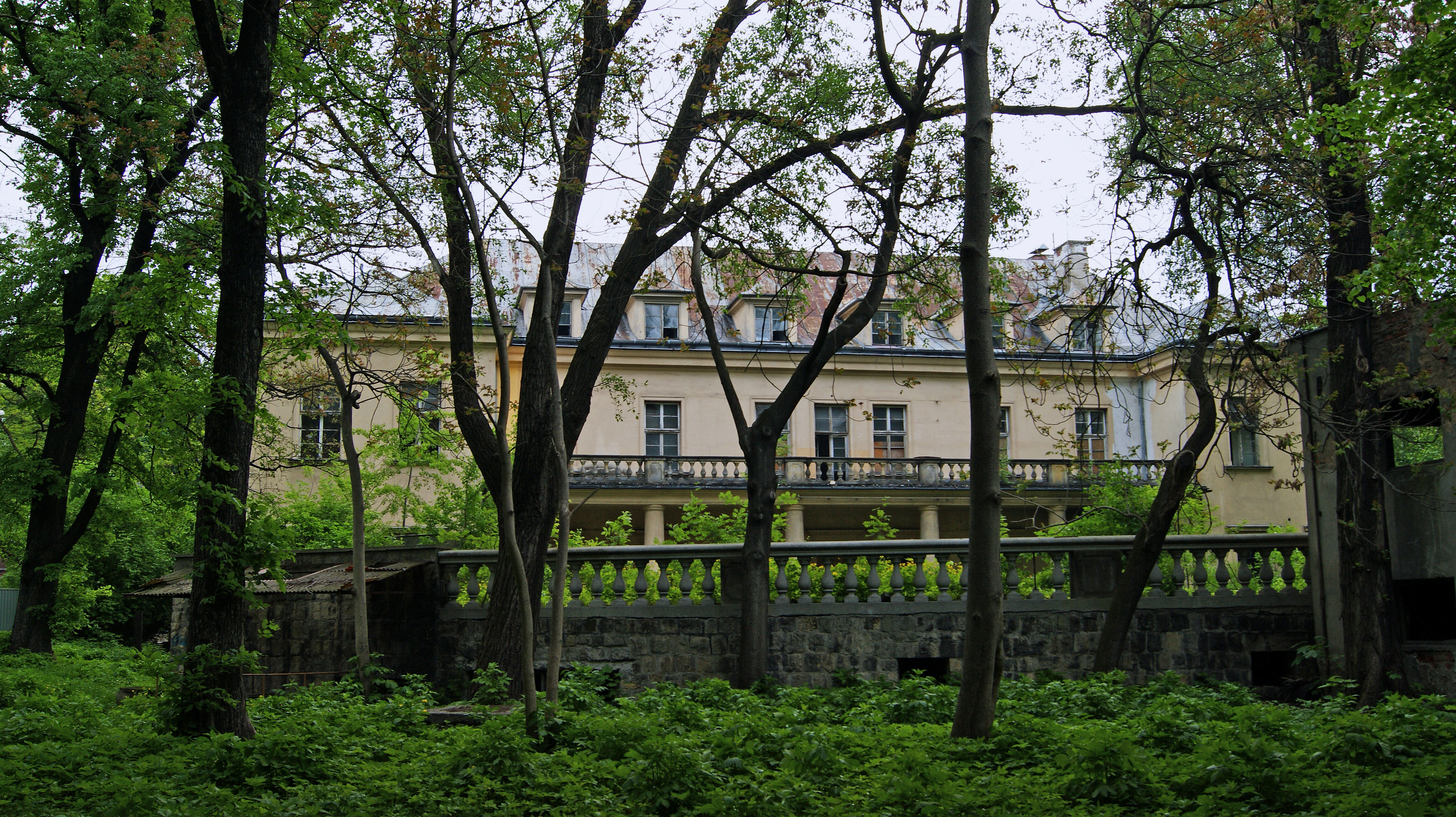
Pałac widziany z parku.